# Absence (droit civil français)
Pour les autres articles nationaux ou selon les autres juridictions, voir Absence.
Ne doit pas être confondu avec Abandon de domicile (France).
En droit français, l'absence est l'état d'une personne dont on ne sait pas ce qu'elle est devenue.
L'absence est caractérisée « lorsqu'une personne a cessé de paraître au lieu de son domicile ou de sa résidence sans que l'on en ait eu de nouvelles » (article 112 du Code civil français).
L'absence est distincte de la disparition : la disparition est l'expression juridique d'une incertitude tenant à l'absence de cadavre, alors que l'absence en est une autre, tenant à l'absence de nouvelles données par la personne à ses proches.
Toute personne présumée absente qui reparaît ou donne de ses nouvelles, recouvre l'intégralité de ses droits et de ses biens, y compris ceux acquis en son nom pendant la période d'absence (article 118 du Code civil français).

## La présomption d'absence
Il peut être demandé au juge des tutelles dans le cas où l'on ignore d'une personne si elle est encore en vie alors qu'aucun événement particulier ne fait présumer son décès, la constatation d'une présomption d'absence. Si aucun mandataire n'a été désigné par le présumé absent, toute personne intéressée ou le ministère public peut introduire une requête auprès du tribunal compétent (ici c'est le juge des tutelles du tribunal judiciaire du lieu du dernier domicile ou de la dernière résidence connue de l'absent) et faire constater la présomption d'absence. La procédure est la suivante :
- Le juge des tutelles va constater la présomption d'absence à la demande des parties intéressées ou du ministère public[1]. La présomption d'absence figurera en marge de l'acte de naissance de l'individu présumé absent ;
- Le juge des tutelles peut désigner un gérant des biens de la personne présumée absente[2] et fixer un montant permettant l'entretien de la famille du présumé absent[3] ;
- Si la personne présumée absente réapparaît ou donne de ses nouvelles, elle peut demander la fin de ces mesures. Elle récupère alors la totalité de ses biens et des biens acquis avec sa fortune durant la présomption d'absence ;
- Si la personne est constatée décédée alors les droits que des tiers auront acquis pendant la présomption d'absence sont conservés.

Durant la procédure de présomption d'absence, le présumé absent reste considéré comme vivant.

## La déclaration d'absence
À la suite de la présomption d'absence et après l'écoulement d'un délai de 10 ans, il peut être fait une demande de déclaration d'absence devant le tribunal judiciaire. 
Dans le cas où la demande de la présomption d'absence n'a pas été faite, le délai est allongé à 20 ans.
À partir de ce moment la personne est considérée comme décédée.

## Le jugement déclaratif d'absence
Le jugement déclaratif d'absence est rendu un an au moins après la publication des extraits de cette requête. Il constate que la personne présumée absente n'est pas reparue au cours des délais visés à l'article 122 du Code Civil. Le jugement déclaratif d'absence produit, à partir de la transcription, les mêmes conséquences que si le décès de l'intéressé avait été constaté.
Si l'absent reparaît par la suite, le jugement déclaratif d'absence peut être annulé. L'annulation aura un effet rétroactif. L'absent peut alors récupérer ses biens, ou leur prix, s'ils ont été partagés ou vendus.
Cependant, en vertu de l'article 132 du code civil, son mariage reste dissous.